# Рябінін Олексій Валерійович
Олексій Валерійович Рябінін (3 квітня 1970) — російський вчений-економіст, ректор Інституту економіки і управління в промисловості (1995—2012), ректор Інституту економіки і соціальних відносин (2006—2009), депутат Московської міської думи (2009—2014), генеральний директор Інституту економічний і соціальних досліджень (з 2015 року), дитячий письменник.

## Біографія
Народився 3 квітня 1970 року в місті Муром Володимирської області. В 1993 році завершив навчання на факультеті аерофізики та космічних досліджень Московського фізико-технічного інституту за фахом «Мікроелектроніка».
В 1996 році він захистив кандидатську дисертацію (за фахом 08.00.05 «Економіка та управління народним господарством») на здобуття наукового ступеня кандидата економічних наук на тему «Сучасний стан та перспективи розвитку недержавних пенсійних фондів», а в 2000 році захистив по тій же спеціальності докторську дисертацію на тему «Механізми трансформації і стійкості пенсійних реформ в економічному просторі СНД».
В період з 1996 по 1998 рік був генеральним директором АТ «Станкобізнес».
З 1998 року по грудень 2012 року — ректор Інституту економіки і управління в промисловості. За свою працю на посаді директора ІЕУП був нагороджений в 1998 році Президентом Росії медаллю ордену «За заслуги перед Вітчизною» II ступеню.
З січня 2003 по грудень 2009 року — ректор Інституту економіки і соціальних відносин.
У вересні 2014 року був призначений мером Москви на посаду заступника керівника Департаменту праці та зайнятості населення міста Москви. На цій посаді пропрацював до червня 2015 року.
З 2015 року — генеральний директор Інституту економічних і соціальних досліджень.

## Наукова діяльність
Доктор економічних наук. Голова спеціалізованої вченої ради Д 520.050.01 за спеціальністю 08.00.05 «Економіка та управління народним господарством» (2003—2009 роки). Голова редакційної ради наукових журналів «Федеративні відносини та регіональна соціально-економічна політика» (1999—2007 роки), «Промислова політика в Російській Федерації» (з 2007 року) і «Місцеве самоврядування в Російській Федерації» (з 2007 року).
В 1996 році захистив кандидатську дисертацію (за фахом 08.00.05 «Економіка та управління народним господарством») на здобуття наукового ступеня кандидата економічних наук на тему «Сучасний стан та перспективи розвитку недержавних пенсійних фондів». У кандидатській дисертації, а також опублікованій в тому ж році монографії О. В. Рябінін детально описав історію трансформації радянської пенсійної системи в сучасну російську і з'ясував основні причини проблем недержавних пенсійних фондів в Росії. Систематизована О. В. Рябініним інформація щодо становлення на початку 1990-х років пенсійної системи Російської Федерації є цінним джерелом історичного досвіду з даної тематики для великої кількості наступних досліджень інших вчених.
В 2000 році захистив за тією ж спеціальністю (08.00.05) докторську дисертацію на тему «Механізми трансформації і стійкості пенсійних систем в економічному просторі СНД». У докторській дисертації О. В. Рябінін розробив новий підхід до проблеми трансформації національних пенсійних систем. Ним була виявлена інверсія цілей коштів і цілей функціонування пенсійних систем в країнах СНД і запропонована і доведена необхідність використання одним з основоположних критеріїв формування державних систем пенсійного забезпечення показники валового національного продукту. Також О. В. Рябініним були виділені фактори стійкості функціонування пенсійних систем і розроблені і запропоновані відповідні критерії та вимірювачі. Крім того, в роботі вперше проведено наукове обґрунтування співвідношень в розвитку державного і недержавного пенсійного забезпечення в країнах СНД і сформульовані принципи їх гармонізації, а також вимоги та принципи уніфікації відповідної нормативно-правової та законодавчої бази. Втім, дисертаційне дослідження О. В. Рябініна пізніше критикувалось іншими дослідниками за те, що в даній роботі він не розглянув стійкість пенсійної системи спільно з ризиками при визначенні їх величини і вартості.
В 2001—2002 роках під загальною редакцією О. В. Рябініна вийшла двотомна наукова енциклопедія «Вся Росія» про населенні пункти та регіони «Російської Федерації».
В 2002 році О. В. Рябініним (спільно з А. В. Шароновим та О. М. Ананьєвим) була запропонована докорінна зміна підходу до вирішення питання соціально-економічного вирівнювання регіонів Росії. Продемонстровано, що відправною точкою для вироблення програми такого вирівнювання має стати не тяжке становище регіону, а його робота в напрямку усунення умов такого становища, а також досягнення економічної і соціальної ефективності здійснюваних на ці цілі витрат. Ці пропозиції отримали підтримку і інших дослідників.
Праця О. В. Рябініна про трудові відносини і соціальне партнерство (2002) є в переліку обов'язкової літератури курсу з трудового права на юридичному факультеті Пермського державного університету.
В 2008 році О. В. Рябініним (спільно з С. В. Разворотнєвою) було доведено, що більшість контрольних показників ефективності діяльності органів місцевого самоврядування, введених Указом Президента РФ № 607 від 28 квітня 2008 року не мають прямого відношення до предметів ведення і повноважень місцевої влади, а також в роботі запропоновані інші критерії оцінювання органів місцевого самоврядування. Дана критика і пропозиції були підтримані іншими дослідниками.
У монографії «Напрямки розвитку науково-технічного потенціалу Москви» (2012) О. В. Рябінін, як зазначають інші дослідники, довів, що відмова від руху в бік нової міської економіки і інвестування в технологічний розвиток Москви в перспективі може привести до звуження «вікна можливостей» для розвитку, втрати наукового потенціалу міста і зниження темпів економічного зростання.

## Політична та громадська діяльність
З 2004 по 2009 роки — депутат Муніципальних зборів «Східне Ізмайлово» міста Москви, заступник голови Державних зборів «Східне Ізмайлово», голова бюджетної комісії. В 2008 році О. В. Рябінін був нагороджений Почесною грамотою Московської міської Думи «за заслуги перед міським співтовариством». В 2009 році О. В. Рябінін був включений до резерву управлінських кадрів, які знаходяться під патронажем Президента Російської Федерації.
11 жовтня 2009 року його обрали депутатом Московської міської думи, де він обіймав посаду заступника голови Комісії х питань економічної політики, науки і промисловості в входив до фракції «Єдина Росія». Також входив до складу наступних комісій Московської міської думи: бюджетно-фінансової, по контролю за достовірністю відомостей про прибутки, про майно і забов'язання майного характеру, що подаються депутатами Московської міської Думи, по культурі та масовим комунікаціям, по освіті та молодіжній політиці, по координації законотворчої діяльності Московської міської Думи та Московської обласної Думи. В 2013 році його нагородили почесним знаком Московської міської Думи «За здобутки в розвитку законодавства і парламентаризму». 10 вересня 2014 року достроково припинив повноваження депутата Московської міської думи в зв'язку з тим, що перейшов на іншу роботу.
На виборах Президента РФ в 2018 році був довіреною особою кандидата в Президенти Російської Федерації Б. Ю. Тітова.
В наш час:
- Голова Комітету з соціального підприємництва та підтримки соціальних програм Московської торгово-промислової палати[54][55].
- Член Генеральної ради загальноросійської громадської організації «Ділова Росія»[56]. Член комітетів «Ділової Росії»: по роботі з державними інститутами розвитку та заходами державної підтримки[57], та по охороні праці та збереженню трудового потенціалу[58]. Бізнес-посол «Ділової Росії» в Швейцарії[59].
- Член Ради та голова Комітету з державно-приватного партнерства і розвитку соціальних програм Московського міського відділення загальноросійської громадської організації малого та середнього підприємництва «Опора Росії»[60][61].
- Член Центральної ради Всеросійського товариства винахідників та раціоналізаторів, керівник комітету ВТВР по взаємодії з держорганами і регіональному співробітництву[62][63].
- Член Громадської ради при Департаменті освіти міста Москви[64].
- Член Союзу машинобудівників Росії[65].
- Член Російського філософського товариства[66].

## Літературна творчість
О. В. Рябінін займається також і літературною діяльністю. В 2017 році вийшла його книга для дітей «Яблуко розбрату», в якій у доступній формі переказані античні міфи та легенди про історію Троянської війни. Книга отримала численні позитивні відгуки. Її порівнювали з книгами Миколи Куна «як нове прочитання давньогрецької культурної спадщини в контексті викликів XXI століття». Відзначали захопливість викладення і легкість читання. На початку 2018 року книга «Яблуко розбрату» була удостоєна літературної премії імені Ернеста Хемінгуея за 2017 рік у номінації «Дитяча проза».
В 2018 році О. В. Рябінін опублікував свою другу книгу в жанрі античної міфології для дітей «Тесей» про пригоди однієї з центральних фігур античної міфології — Тесея. Книга також отримала позитивні відгуки у пресі.

## Твори О.В.Рябініна

### Наукові монографії
- Рябінін О. В. (гол. ред). Вся Росія. Міста та населенні пункти. Енциклопедія. — М.: Інститут економіки і управління в промисловості, 2001. 576 с. ISBN 5-93249-001-2
- Рябінін О. В. Напрямки розвитку науково-технічного потенціалу міста Москви. — М.: РОССПЕН, 2012. 189 с. ISBN 978-5-8243-1703-9/

### Дитяча література
- Рябінін О. В. Яблуко розбрату. Казка про древніх богів, богинь, царів та богатирів. — СПб.: Антологія, 2017. 128 с. ISBN 978-5-9909598-8-0/
- Рябінін О. В. Тесей. Казка про древніх богів, богинь, царів та богатирів. — СПб.: Антологія, 2018. 216 с. ISBN 978-5-6040037-6-3

## П'єси
- 2017 — Ігри богів, чи Яблуко розбрату (разом з О. Ісаевою)

### Постановки
«Ігри богів, або Яблуко розбрату». Астраханський державний театр юного глядача. Режисер С. В. Тараскин. Прем'єра 25 листопада 2018 року.

## Нагороди та премії
- Медаль «В пам'ять 850-річчя Москви» (1997)
- Медаль ордену «За заслуги перед Вітчизною» II ступеня (1998)
- Почесна грамота Московської міської Думи (2008)
- Почесний знак Московської міської Думи «За заслуги в розвитку законодавства і парламентаризму» (2013)
- Знак «Почесний машинобудівник» Мінпромторгу РФ
- Премія імені Ернеста Хемінгуея за 2017 рік в номінації «Дитяча проза»
- П'єса «Ігри богів чи Яблуко розбрату» — переможець конкурсу з підтримки сучасної драматургії Міністерства культурі Російської Федерації (2018).